# إراستوس بي. تايلر
إراستوس بي. تايلر (بالإنجليزية: Erastus B. Tyler) هو ضابط أمريكي، ولد في 24 أبريل 1822 في West Bloomfield, New York ‏ في الولايات المتحدة، وتوفي في 9 يناير 1891 في بالتيمور في الولايات المتحدة.